# 詹應鵬
詹應鵬（?—?），號翀南，直隸寧國府宣城縣匠籍。明朝政治人物。

## 生平
萬曆十九年（1591年）辛卯科應天府鄉試舉人，四十四年（1616年）丙辰科進士，吏部觀政，四十五年丁憂。四十八年七月授户部廣東司主事，二年升浙江司员外郎，三年升山西司郎中，四年升任嘉兴府知府。天启七年（1627年）三月，陞浙江按察司副使嘉湖道，崇祯二年（1629年）升浙江右参政，三年养病，四年考察。

## 著作
著有《巢云阁集》。

## 家族
曾祖父詹璇，封太僕寺卿；祖父詹友相，吏科給事中；父詹沂，官左副都御史。
子詹希颢，孙詹宇，康熙进士。

## 引用
1. ↑  《萬曆四十四年丙辰科進士序齒録》：詹應鵬，翀南，易六房，辛巳七月二十一日生。宣城人，辛卯九十九，会二百九十四，二甲三十四名。吏部政，丁巳丁憂，庚申七月授户部廣東司主事，壬戌升浙江司员外，癸亥升山西司郎中，甲子升绍兴知府，丁卯升本省付使，己巳升浙江右参政，庚午养病，辛未考察。
2. ↑  錢海岳《南明史·卷三十五·列傳第十一》：（弘光）時浙、閩司道：……詹應鵬，字翀南，宣城人。萬曆四十四年進士。自員外郎歷嘉興知府僉事，勤於吏事，海氛未靖，多方籌備。遷杭嘉湖參政。